# Stenus pollens
Stenus pollens är en skalbaggsart som beskrevs av Thomas Casey. Stenus pollens ingår i släktet Stenus och familjen kortvingar. Inga underarter finns listade i Catalogue of Life.